# Bjarni Benediktsson (politikus, 1970)
Bjarni Benediktsson, informálisan Bjarni Ben (Reykjavík, 1970. január 26. –) izlandi politikus, miniszterelnök (2017-ben, majd 2024-ben ismét) volt és a Függetlenségi Párt (Sjálfstæðisflokkurinn) vezetője (2009-től).

## Életpályája
2017 januárjában, összefogva a Reformpárttal és a Fényes Jövővel, sikerült egy rövid életű kormánykoalíciót alakítania, mely egy évet sem bírt ki, miután a Fényes Jövő szeptemberben – Benediktsson apja körül kirobbant botrány miatt elvesztette a bizalmát a miniszterelnökben és – kilépett a nehezen tető alá hozott koalícióból. Az október 28-ára kiírt parlamenti választásokon a konzervatívok kapták ugyan a legtöbb szavazatot, de a Baloldal-Zöld Párt, a szociáldemokraták, a Haladó Párt és a Kalózpárt összefogása 32 mandátumot hozott a 63 fős törvényhozásban.
A koalíció Katrín Jakobsdóttirt  választotta miniszterelnökké, Bjarni pedig pénzügyminiszter lett. Ebben a minőségében csökkentette az állam részvételét a bankszektorban. 2023 októberében lemondott a pénzügyminiszteri posztról és átvette a külügyi tárca irányítását. 2024 áprilisában Katrín lemondott a miniszterelnökségről és bejelentette, hogy indul a június elsején tartandó elnökválasztáson. A parlament ezután Bjarnit választotta miniszterelnökké.

## Fordítás
Ez a szócikk részben vagy egészben  a   Bjarni Benediktsson (born 1970) című angol Wikipédia-szócikk fordításán alapul.  Az eredeti cikk szerkesztőit annak laptörténete sorolja fel. Ez a jelzés csupán a megfogalmazás eredetét és a szerzői jogokat jelzi, nem szolgál a cikkben szereplő információk forrásmegjelöléseként.